# Cynthia Neale-Ishoy
Cynthia Margaret Neale-Ishoy, née le 19 juin 1952 à Edmonton, est une cavalière canadienne de dressage.

## Carrière
Aux Jeux olympiques d'été de 1972 à Munich avec Bonne Année, Cynthia Neale-Ishoy fait partie de l'équipe canadienne de dressage terminant sixième ; elle est 26e de l'épreuve individuelle de dressage.
Elle est médaillée d'or par équipe lors des Jeux panaméricains de 1971 à Cali avec Christilot Hanson-Boylen et Zoltan Sztehlo.
Aux Jeux olympiques d'été de 1988 à Séoul, elle se classe troisième de l'épreuve de dressage par équipe sur le cheval Dynasty; elle termine 4e de l'épreuve individuelle.
Aux Jeux olympiques d'été de 1992 à Barcelone avec Dakar, elle fait partie de l'équipe canadienne de dressage terminant dixième ; elle est 34e de l'épreuve individuelle de dressage. Aux Jeux olympiques d'été de 2004 à Athènes avec Proton, elle fait partie de l'équipe canadienne de dressage terminant neuvième ; elle est 31e de l'épreuve individuelle de dressage.